# Еропов, Иван Михайлович
Иван Михайлович Еропов (10 марта 1930 — 26 августа 1987) — советский шахматист, в разное время выступавший за Латвию и Киргизию. Мастер спорта СССР по шахматам (1971). Победитель чемпионатов Киргизии (1969, 1972). Тренер.

## Биография
Шахматы начал играть в возрасте шестнадцати лет. Был офицером Советской армии. В 1950-е годы служил в Латвии. Неоднократно выигрывал чемпионаты города Даугавпилса по шахматам и дважды участвовал в финалах чемпионата Латвии по шахматам (1953, 1956). Лучший результат — 10-е место в 1953 году (победил Михаил Таль).
В 1960-е и в 1970-е годы служил в Киргизии. Дважды побеждал в чемпионатах Киргизии по шахматам (1967, 1972), а в 1968 году поделил 3-4 место. В 1971 году в молдавском городе Бельцы занял второе место во Всесоюзном турнире кандидатов в мастера по шахматам. Дважды представлял Киргизию в командном первенстве СССР по шахматам (1967, 1972).
Во второй половине 1970-х годов уволился из рядов Советской армии и переехал на постоянное место жительства в Ригу. Работал в качестве тренера Рижской шахматной школы, был привлечен к работе с латвийской молодёжной шахматной сборной.
Умер в 1987 году, похоронен в Риге на Плавниеку кладбище.